# Kieleczka
Kieleczka (deutsch: Kieleschka, 1936–1945 Kellhausen) ist ein Ort mit etwa 100 Einwohnern in der Landgemeinde Wielowieś im Powiat Gliwicki der Woiwodschaft Schlesien in Polen.

## Geographie

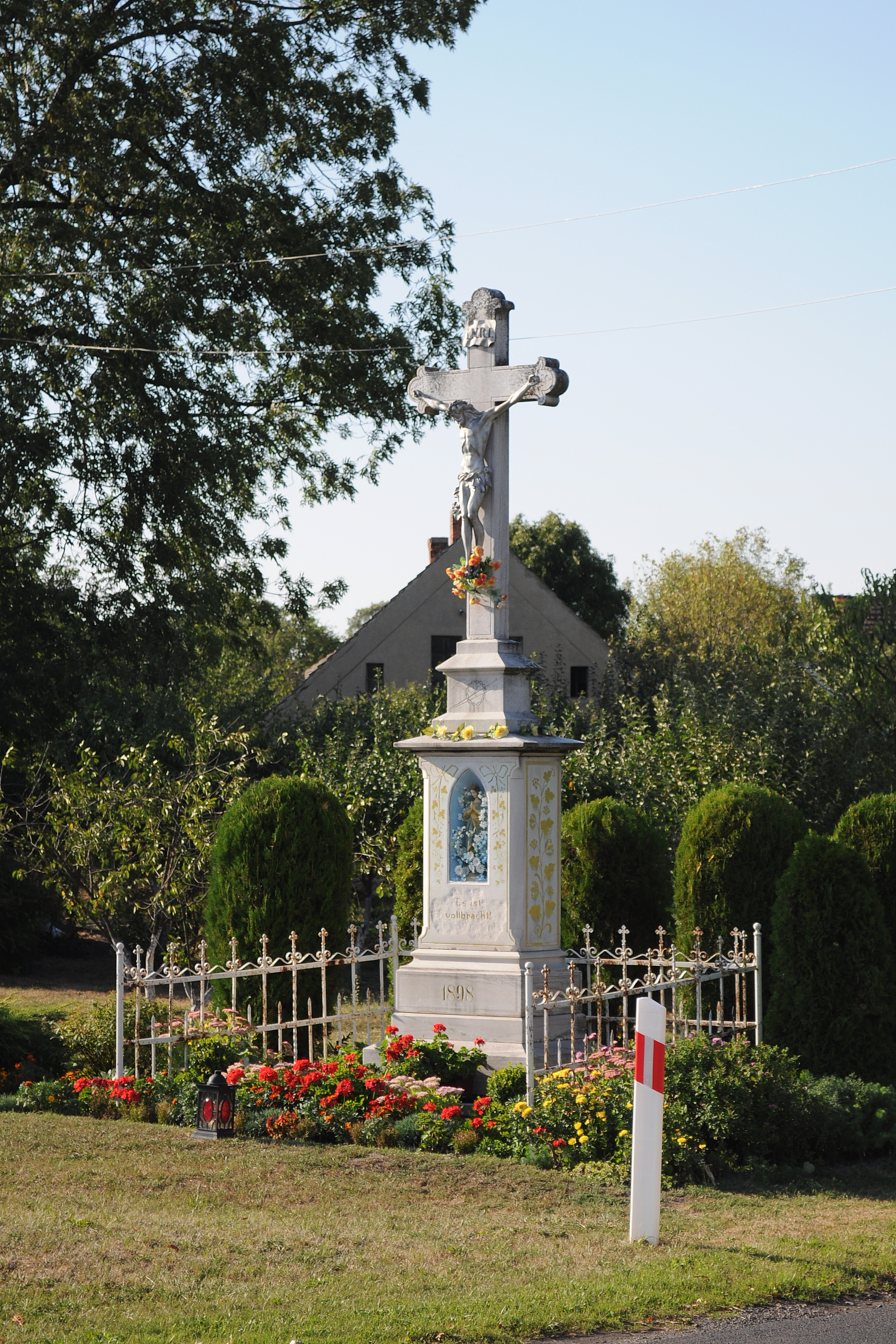
Wegkreuz

Nachbarorte von Kieleczka sind Wielowieś (Langendorf), Radonia (Radun), Czarków (Scharkow) und  Raduń-Borowiany.

## Geschichte
Kieleschka wurde erstmals 1310 erwähnt. Der Ortsname bedeutet „Klein Keltsch“, benannt nach dem nahe gelegenen Ort Keltsch (Kielcza).
Von 1936 bis 1945 trug der Ort den Namen Kellhausen. 1945 kam Kellhausen unter polnische Verwaltung.
1999 kam Kieleczka zur neuen Woiwodschaft Schlesien und in den wiederentstandenen Powiat Gliwicki.

## Sehenswürdigkeiten
- Weißes steinernes Wegkreuz aus dem Jahr 1898 mit einer Figur des gekreuzigten Jesu, einer Marienfigur und dem Schriftzug „Es ist vollbracht“.  Verziert mit einem Weinrebenmuster. Ein Metallzaun als Einfassung.